# Armia Tymczasowego Rządu Republiki Chińskiej
Armia Tymczasowego Rządu Republiki Chińskiej – kolaboracyjne siły zbrojne marionetkowego Tymczasowego Rządu Republiki Chińskiej istniejące na przełomie lat 30. i 40. XX w.
Armia Tymczasowego Rządu Republiki Chińskiej powstała we wrześniu 1939 r. w Pekinie na bazie 5-tysięcznych sił policyjnych podporządkowanych Tymczasowemu Rządowi Republiki Chińskiej kierowanego przez Wanga Kemina. Armia zaczęła być organizowana w maju 1938 r., kiedy założono akademię wojskową w Tongzhou. Po jej ukończeniu pierwsi absolwenci przeszli od lutego do września 1939 r. szkolenie wojskowe. Do nowo formowanej Armii przyjmowano także oficerów i podoficerów pochodzących z chińskiej armii narodowej. Ostatecznie Armia liczyła ponad 13 tys. ludzi i składała się z ośmiu pułków piechoty po 1650 żołnierzy każdy. Sześć spośród tych pułków tworzyło trzy brygady. Przy dowództwach poszczególnych jednostek działali japońscy doradcy wojskowi. Istniała ponadto 400-osobowa straż przyboczna ochraniająca dygnitarzy rządowych. Po utworzeniu Chińskiego Rządu Narodowego 30 marca 1940 r., Armia Tymczasowego Rządu Republiki Chińskiej weszła w skład nowo tworzonych jego sił zbrojnych (patrz: Siły Zbrojne Chińskiego Rządu Narodowego).